# 國際人類博愛日
國際人類博愛日（英語：International Day of Human Fraternity）是2020年12月21日根據聯合國大會第75/200號決議而設立，旨在促進更大的文化和宗教寬容。在埃及和阿拉伯聯合大公國的共同推動下，聯合國通過這項決議，邀請所有會員國和其他國際組織在每年的2月4日紀念國際人類博愛日。
國際人類博愛日的慶祝活動包括由聯合國會員國、宗教領袖和民間社會代表參加的活動以及扎耶德人類博愛獎，該獎項旨在表彰世界任何地方為人類博愛做出深遠貢獻的個人或實體。
自2021年2月4日首次慶祝國際人類博愛日以來，它得到世界各國領導人的支持。教宗方濟各、愛資哈爾大伊瑪目謝赫·艾哈邁德·塔耶布和美國總統喬·拜登都對這項倡議表示支持。

## 背景
2019年2月4日，天主教會教宗方濟各與愛資哈爾大伊瑪目謝赫·艾哈邁德·塔耶布在阿拉伯聯合大公國阿布達比簽署《人類博愛促進世界和平與共處文件》，又稱《阿布達比宣言》。正如聯合國秘書長安東尼奧·古特雷斯在不同場合所說的那樣，該文件所體現的同情和人類團結原則正是後來將2月4日定為「國際人類博愛日」的宣言的靈感來源。
為實現《人類博愛文件》的願望，2019年8月成立了人類博愛高級委員會（HCHF）。該委員會由來自不同國家和信條的宗教和民間領袖組成，除其他舉措外，還頒發扎耶德人類博愛獎。
《人類博愛文件》也影響了《眾位弟兄》通諭，教宗方濟各在同一文本中承認，他是在2019年與艾哈邁德·塔耶布會面時受到啟發而撰寫該通諭的。

## 外部連結
- 官方網站 （页面存档备份，存于）